# Under Lock and Key
Albums de Dokken
Tooth and Nail
(1984) Back for the Attack
(1987)
Singles
1. The Hunter
Sortie : 10 décembre 1985
2. In My Dreams
Sortie : février 1986

Under Lock and Key est le troisième album studio du groupe américain Dokken. Il est sorti le 9 novembre 1985 sur le label Elektra Records et fut produit par Michael Wagener et Neil Kernon.

## Historique
Cet album fut enregistré en Californie dans les studios Amigo de North Hollywood, Total Acess Recordings de Redondo Beach avec l'aide du studio Le Mobile remote Unit.
Il atteindra la 32e place du Billboard 200 et sera certifié disque de platine aux États-Unis en 1987.

## Liste des titres
Tous les titres ont été écrits et composés par Don Dokken.
1. Unchain the Night - 5:17
2. The Hunter - 4:06
3. In My Dreams - 4:18
4. Slippin' Away - 3:46
5. Lightnin' Strikes Again - 3:47
6. It's Not Love - 5:01
7. Jaded Heart - 4:13
8. Don't Lie to Me - 3:38
9. Will the Sun Rise - 4:09
10. Till the Livin' En - 3:56

### Singles
| Année | Titre          | Chart                  | Position |
| ----- | -------------- | ---------------------- | -------- |
| 1985  | "The Hunter"   | Mainstream Rock Tracks | 25       |
| 1986  | "In My Dreams" | Mainstream Rock Tracks | 24       |
| 1986  | "In My Dreams" | Billboard Hot 100      | 77       |

## Composition du groupe
- Don Dokken: chant
- George Lynch: guitares
- Jeff Pilson: basse, chœurs
- Mick Brown: batterie, chœurs

## Charts et certification
| Pays       | Durée du classement | Meilleur classement |
| ---------- | ------------------- | ------------------- |
| Canada     | 6 semaines          | 95e                 |
| États-Unis | 67                  | 32e                 |

| Pays       | Certification | Ventes      | Date       |
| ---------- | ------------- | ----------- | ---------- |
| États-Unis | Platine       | 1 000 000 + | 14/04/1987 |